# Kościół Ducha Świętego w Krakowie
Kościół Świętego Ducha – kościół w Krakowie znajdujący się w miejscu dzisiejszego placu św. Ducha. Kościół funkcjonował od średniowiecza do XIX wieku i wchodził w skład kompleksu klasztorno-szpitalnego duchaków.

## Historia
Duchacy zostali sprowadzeni w to miejsce w 1244 r. - biskup Prandota oddał im wówczas kościół św. Krzyża. Obok urządzili oni szpital i klasztor. Zapewne pierwotne budynki były drewniane, stopniowo wymieniane na murowane. Pierwsza wzmianka o wchodzącym w skład ich zabudowań kościele Ducha św. pochodzi z 1333. Już w XIV w. pieczę nad szpitalem – największym w Krakowie – zaczęła przejmować rada miejska, z ramienia której działał opiekun (prowizor). W XV w. pojawiają się w źródłach duchaczki, które zajmowały się chorymi kobietami, a których niewielki klasztor powstał na południe od kościoła św. Ducha. Klasztor i szpital były bogato uposażone, m.in. posiadały wsie Krowodrza i Wola Duchacka.
W 1528 kościół uległ pożarowi, który strawił również pobliskie zabudowania, ale niebawem go odbudowano. Pracami budowlanymi kierował włoski mistrz murarski Antoni Morosi. Przy kościele znajdowała się szkoła parafialna. Pod koniec XVII w. rozbudowano szpital dzięki zapisowi biskupa Andrzeja Trzebickiego. Przy kościele znajdował się cmentarz podrzutków.
Według opisu z 1748 roku był to niewielki kościół murowany, kryty dachówką, z drewnianą sygnaturką w środkowej części dachu. W prezbiterium znajdowały się stalle i ołtarz z obrazem Zesłania Ducha Świętego. W nawie były dalsze dwa ołtarze, Najświętszej Marii Panny i św. Marcina. Główne wejście do świątyni prowadziło pod chórem muzycznym. Od północy do nawy przylegała kaplica na planie trapezu, o sklepieniu sieciowym. Aby chorzy mogli uczestniczyć w nabożeństwach, główna sala sąsiadującego z kościołem szpitala była połączona z jego wnętrzem łukiem arkadowym.
Zachowana ikonografia kościoła (m.in. rysunek Józefa Brodowskiego z 1841) przedstawia kościół jako skromną świątynię o barokowej fasadzie, flankowanej podwójnymi pilastrami z trójkątnym przyczółkiem.
W 1783 nastąpiła kasata zakonu duchaków, ostatni z nich zmarł pięć lat później. Do klasztoru przeprowadzili się księża emeryci, a kościół wyłączono z kultu. Część zabudowań wydzierżawiono pod manufakturę sukienną, a w budynku kościoła znalazł się skład wełny. 
W 1827 zespół budynków poduchackich przejęło miasto. Służyły różnym celom, z czasem zaczęły grozić zawaleniem. W 1879 przeniesiono stąd funkcjonujący w części zabudowań szpital miejski. W 1886 rada miejska Krakowa zadecydowała o wyburzeniu budynków klasztornych, aby uzyskać miejsce pod budowę teatru miejskiego. Mimo sprzeciwu wielu znanych osobistości (w tym Jana Matejki, który po bezskutecznej obronie świątyni zrzekł się honorowego obywatelstwa miasta Krakowa i zapowiedział, że nie będzie już nigdy wystawiać swych obrazów w Krakowie) zburzono najpierw klasztor, a w 1892 także kościół i szpital.
Z całego kompleksu klasztoru i szpitala zakonu duchaków przetrwał kościół św. Krzyża i Dom pod Krzyżem.

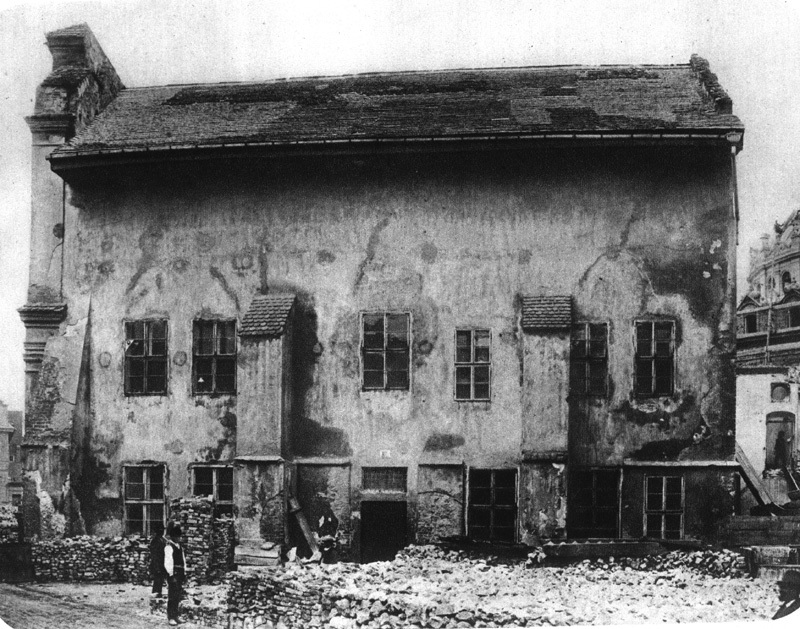
Kościół w roku wyburzenia (fot. z pracowni Ignacego Kriegera)
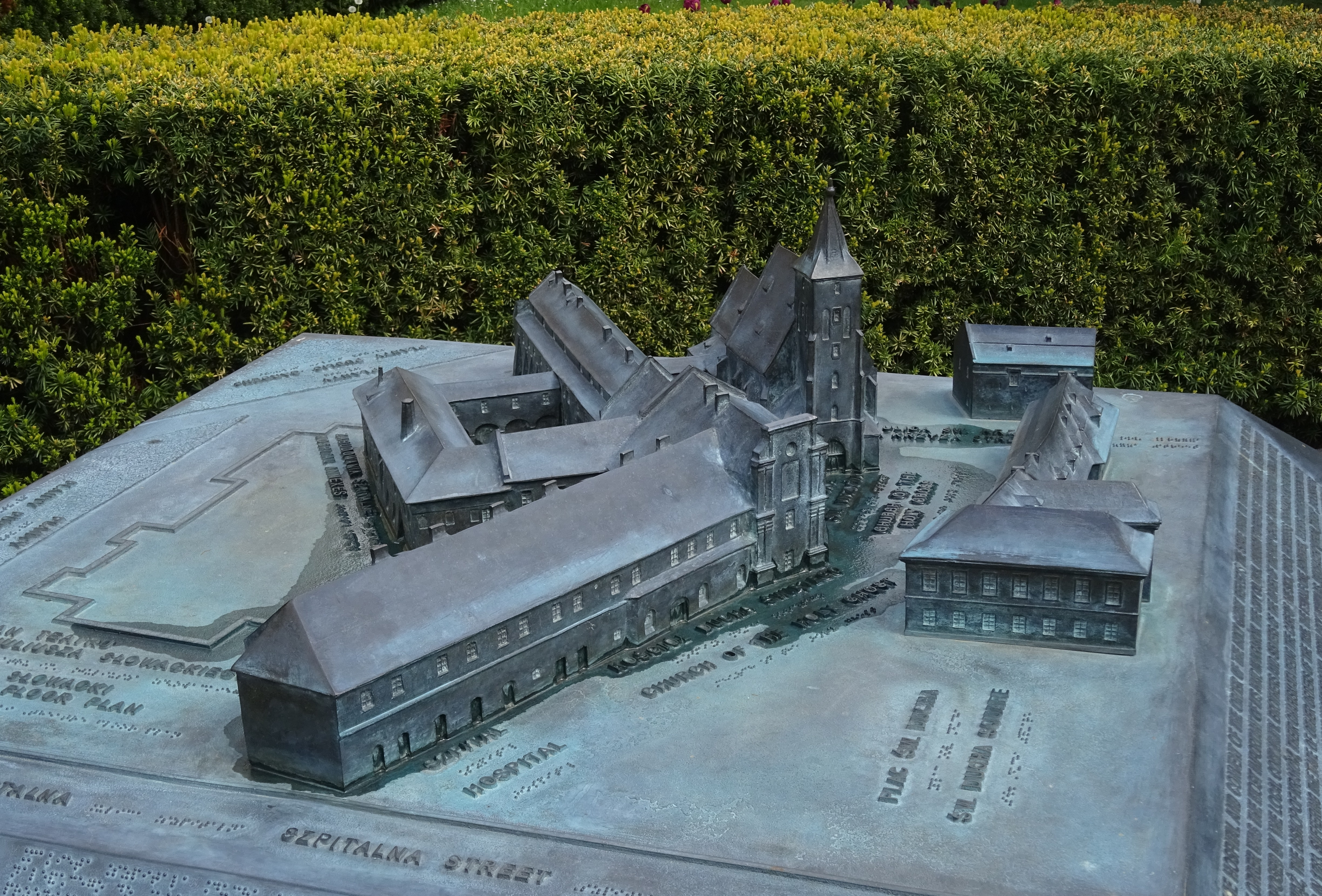
Znajdujący się na placu św. Ducha model kościoła Ducha Świętego z zabudowaniami szpitalnymi i istniejącym do dziś kościołem Świętego Krzyża według stanu sprzed wyburzeń, po lewej stronie zaznaczony plan Teatru im. Juliusza Słowackiego
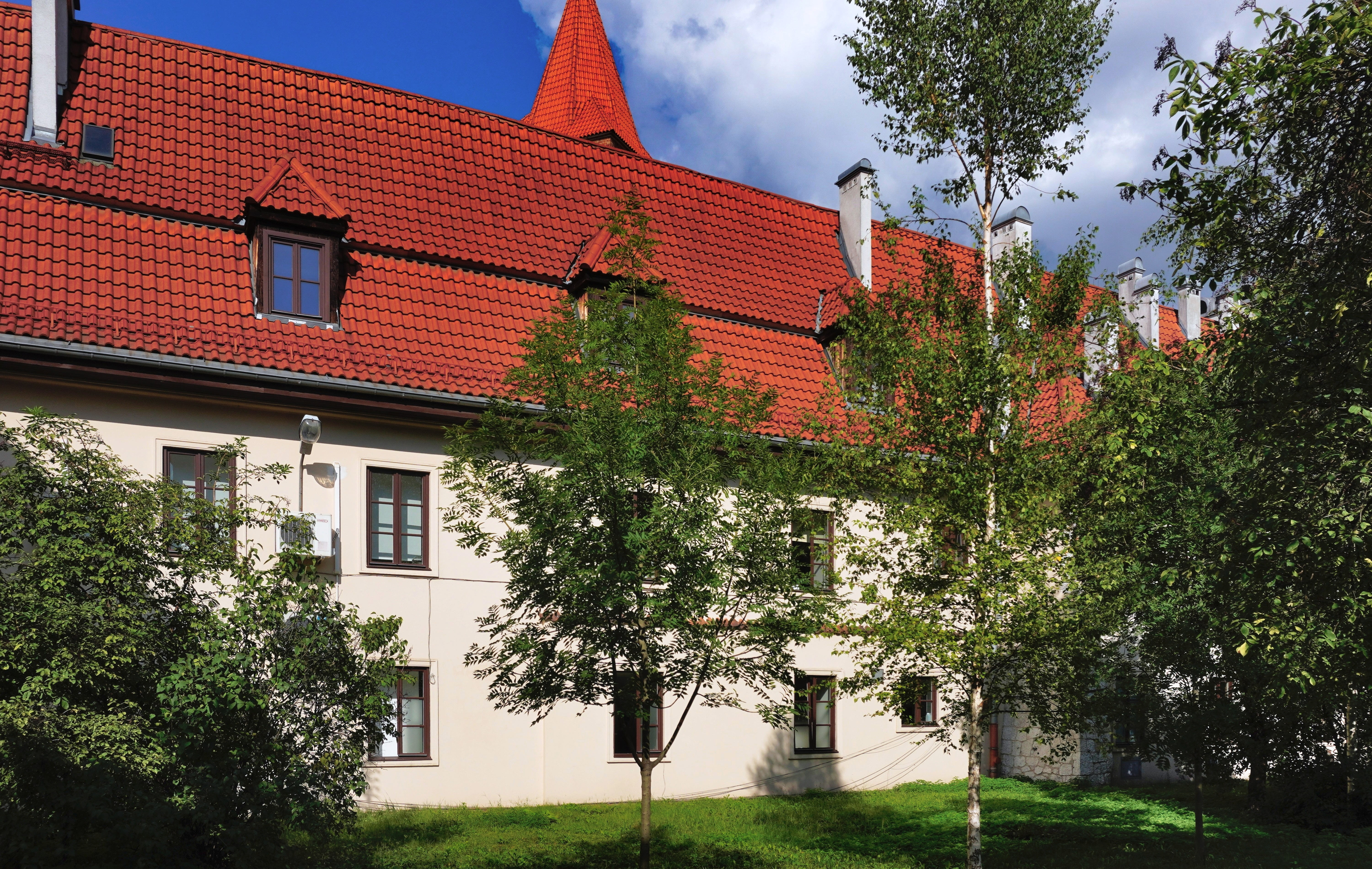
Dawny klasztor Sióstr Kanoniczek Ducha Świętego stanowiący pozostałość zespołu zabudowań szpitalnych, obecnie ośrodek zdrowia, widok od ul. św. Marka